# 오아시촌 (후쿠시마현)
오아시촌(大芦村)은 후쿠시마현 오누마군에 있던 촌이다. 현재의 쇼와촌 남안에 해당한다

## 지리
- 산 :하가세산, 산비키산, 시라모리산, 후나비산, 산케이산, 이시조산, 이시토리산, 아카사카산, 미즈산, 아타고산, 다이부츠산, 다테노요시야마, 가네야마, 시즈칸, 아카이와, 야키야마, 메이오산, 다카마쓰봉, 고마쓰봉, 고젠가봉, 다테가키산, 마쓰타케산, 나미마쓰산
- 강 : 노지리강

## 역사
- 1889년 4월 1일 - 정촌제 시행에 의해 5촌의 구역으로 성립하였다.
- 1927년 11월 23일 - 노지리촌과 합병해 쇼와촌이 성립하여, 동일 오아시촌이 폐지되었다.

## 참고문헌
- 角川日本地名大辞典 7 福島県